# 瓦莱-迪波尔库
瓦莱-迪波尔库是葡萄牙布拉干萨区的一个堂区。总面积15.86平方公里，总人口158人，人口密度10人/平方公里。